# UNE 166002
La norma UNE 166002 define los requisitos que debe cumplir un sistema de gestión de la I+D+i. Junto con otras normas, forma parte de la serie UNE 166000, destinada a la gestión de la innovación.

## Requisitos
La norma UNE requiere, entre otros, los siguientes elementos:[cita requerida]
- Documentación de procedimientos, políticas, actividades, y otros aspectos de apoyo a la verificación del cumplimiento de sus requisitos y su mejora.
- Establecimiento de un modelo de proceso de I+D+i, determinando la secuencia de actividades, métodos y criterios.
- Una declaración de la Dirección estableciendo una política de I+D+i, asegurando recursos suficientes, comunicando su importancia y revisando su funcionamiento.
- Establecimiento de unidades de gestión de I+D+i, o de unidades de I+D+i.
- La provisión de recursos adecuados, suficientes y competentes para realizar las actividades de I+D+i.
- Organización de dichos recursos, definiendo procedimiento, informes y procesos de comunicación.
- El uso de herramientas de creatividad, vigilancia tecnológica, y análisis interno y externo.
- Selección y gestión de la cartera de proyectos.
- Protección y explotación de los resultados.
- Medición, evaluación y mejora del sistema de gestión de la I+D+i.

## Valoración de las normas UNE 166002
El cumplimiento de los requisitos de esta norma es de gran ayuda en la mejora de la capacidad de las organizaciones para realizar eficazmente actividades de investigación, desarrollo e innovación. Asimismo la certificación permite una demostración externa del nivel de calidad conseguido en la realización de las mismas. No obstante, estas normas son criticadas  por estar orientadas hacia la documentación, a las actividades y al interior de la organización más que a los resultados externos, así como a su falta de progresividad y selectividad en su aplicación.[cita requerida]
Por otro lado se habla de la importancia de las TIC (tecnologías de la información y la comunicación) para su implementación exitosa y para su mantenimiento, pues el proceso de I+D+I requiere de gran cantidad de información y conocimiento que hay que gestionar eficazmente.
El debate entre defensores y críticos de la norma UNE 166002 no disponía de una base científica en la que poder apoyar los argumentos y afirmaciones hasta el año 2016 en que aparece el primer estudio empírico publicado en una prestigiosa revista científica. En dicho estudio se demuestra que la norma UNE 166002 es una herramienta eficaz y eficiente para gestionar la innovación de forma sistematizada y tiene un impacto positivo en la mejora de la capacidad de innovación y los resultados de las empresas que la han implantado.